# Valor Econômico
Valor Econômico é um jornal de economia, finanças e negócios brasileiro, criado a partir de uma parceira entre os grupos Folha e Globo, respectivamente responsáveis por também publicar os jornais Folha de S.Paulo e O Globo. O periódico teve a sua primeira edição publicada em 2 de maio de 2000. Foi lançado para concorrer com a Gazeta Mercantil, que sucumbiu em uma crise financeira no fim de 2009. De outubro de 2009 a julho de 2015, enfrentou outro concorrente: o Brasil Econômico, lançado pelo grupo português Ongoing.
Após mais de 15 anos de parceria, a participação do Grupo Folha no jornal foi vendida para o Grupo Globo, que anunciou a aquisição em 13 de setembro de 2016. A mudança societária fez com que o Grupo Globo se tornasse a única empresa que mantém a publicação. O negócio deve ainda passar por aprovação do Conselho Administrativo de Defesa Econômica (CADE). Cada uma das empresas detinham 50% de participação no negócio, que previa em contrato que caso uma das empresas oferecesse uma oferta pela parte da outra, a que cobrisse a oferta ficaria com o jornal. A Folha fez uma oferta e não conseguiu superar a feita pela Globo, que foi avaliada em R$ 20 milhões.
Em janeiro de 2018, a Editora Globo, a Infoglobo e o Valor Econômico tornaram-se uma única companhia, detentora de 21 marcas. A fusão faz parte do projeto Uma Só Globo.
O jornal circula de segunda a sexta-feira e, atualmente, estabelece a marca dos 62 mil exemplares vendidos. O número estimado de leitores fica em torno de 163 mil.[carece de fontes?]

## Conteúdo
O jornal aborda principalmente informações e notícias sobre economia, finanças e empreendedorismo, dividindo os temas mais específicos em cadernos relacionados. Um total de cadernos estão atualmente em circulação nacional, enquanto um possui apenas circulação regional (restrito a SP, RJ e Brasília). Diferente dos demais, o caderno "EU & Fim de Semana" tem saída apenas às sextas-feiras.

### Cadernos
- Caderno A: Agrega notícias e análises sobre macroeconomia, política nacional e internacional, além de colunas.
- Caderno B - Empresas: Agrega notícias e análises sobre o setor empresarial, sobretudo no Brasil; mas também inclui matérias traduzidas do The Wall Street Journal.
- Caderno C - Finanças: Agrega dados de movimentações e tendências financeiras nacionais e internacionais, incluindo tabelas de câmbio, juros, taxas e fundos de investimento.
- Caderno D - EU & Investimentos: Agrega informações sobre o mercado de capitais, companhias abertas e opções de investimento.
- Caderno E Legislação & Tributos: Agrega notícias, análises e informações sobre questões nacionais de jurisdição empresarial e tributação.
- Caderno EU & Fim de semana: Publica entrevistas e matérias sobre arte, cultura, economia, política, ciências, entre outros assuntos.

### Anuários
O Valor Econômico publica, anualmente, artigos sobre carreira, setores econômicos e o cenário empresarial, normalmente incluindo listas ou rankings. São eles:
- Valor1000: Resultante de estudos realizados pela FGV e analisados pela Serasa Experian,[11][12][13] trata-se de uma análise de 25 setores da economia brasileira; assim como as 1000 maiores empresas do país, as 50 maiores por região, os 100 maiores bancos e as 250 maiores holdings.
- Valor Grandes Grupos: Informações sobre as maiores organizações empresariais do país, incluindo rankings e organogramas acionários
- Valor Carreira: Pesquisa desenvolvida pela Hewitt Associates [carece de fontes?] com relação a carreira profissional de pessoas em diferentes países.
- Executivo de Valor: Os maiores executivos em ao menos 20 setores da economia brasileira.
- Multinacionais Brasileiras: Análise das organizações multinacionais brasileiras que possuem maior atividade global, com ranking das empresas com maior presença no exterior.

## Revistas Valor
As publicações em revista do Valor Econômico apresentam análises e estudos sobre alguns setores da economia brasileira. São elas:
- ValorInveste: É publicada mensalmente com informações que incluem panoramas mensais de investimentos, opções de aplicação financeira e dicas de consumo alternativo. Além de algumas seções sobre lazer, turismo etc.
- Valor Estados: Contém pesquisas e artigos sobre o cenário econômico, perspectivas futuras, e informações sobre oportunidades de investimento em cada estado brasileiro.
- Valor Setorial: Publica artigos sobre estratégias do setor empresarial, competitividade mercadológica e notícias sobre desafios de diferentes setores da economia brasileira.
- Valor Especial: Publica análises de temas diversos em destaque na sociedade e procura expor de que forma esses fatos impactam na economia e se suscitam tendências de investimentos.
- Valor Financeiro: Publica artigos e pesquisas sobre particularidades de setores econômicos do Brasil, como bancos de investimento, financeiras, leasing, seguradoras, empresas de previdência, distribuidoras e corretoras.

## Atuação digital
O Valor Econômico tem presença considerável nos meios digitais, disponibilizando aplicativos desenvolvidos para iPhone, Blackberry, iPad e Android. Além disso, possui perfis em várias redes sociais como Twitter, Facebook e Instagram.

## Prêmio
Prêmio ExxonMobil de Jornalismo (Esso)
- 2000: Esso de Informação Econômica, concedido a Raquel Balarin por "Operações que quebraram o Boavista"[14]
- 2007: Esso de Informação Econômica, concedido a Paulo Totti, pela reportagem "China, O Império Globalizado"[15]

| Ano  | Organização  | Recipiente(s)   | Categoria             | Resultado |
| ---- | ------------ | --------------- | --------------------- | --------- |
| 2022 | Prêmio iBest | Valor Econômico | Notícias e Jornalismo | TOP3      |